# Metal Church
A Metal Church egy amerikai power metal zenekar, mely 1980-ban alakult Shrapnel néven.
Az amerikai stílusú power metal egyik legalapvetőbb és legelismertebb zenekara.
Szokás őket heavy metal zenekarnak is nevezni, de stílusukra inkább az amerikai power metal jellemző speed valamint thrash metal elemekkel is. Utóbbit főleg a halálról és a félelemről szóló szövegek, valamint David Wayne nyers énekstílusa erősíti. A zenekar 1994-ben feloszlott, majd 1998-ban újjáalakultak és a lendület egészen 2009-ig tartott.

## Történet

### 1980-1994
Az első felállásban Mick Murray énekelt, Kirk Arrington dobolt, Craid Wells és Kurdt Vanderhoof játszott gitáron, Duke Erickson pedig basszusgitáron. A korai időkben Lars Ulrich, a Metallica dobosa is játszott együtt velük.
1982-ben jelent meg első demójuk Four Hymns címmel. Az anyag manapság a zenekar honlapjáról hallgatható meg.
1984-ben jelent meg debütáló lemezük Metal Church címmel. A demóról ismert három dal mellé felvették a Deep Purple Highway Star klasszikusát is. A lemez nagy feltűnést keltett underground körökben, ma már igazi power metal klasszikus.
A második lemez nemcsak tartotta a színvonalat (The Dark, 1986), de a korong dalait a Metallicával való közös turnén mutatták be. Noha kereskedelmileg nem értek el nagy sikereket, az MTV gyakran műsorra tűzte a Watch the Children Pray klipjét.
Azonban a zenekaron belüli nézeteltérések következtében Wayne-t kirúgták, és Mike Howe került a helyére, így már vele készült el az 1988-as Blessing in Disguise album. Szintén 1988-ban csatlakozott az együtteshez John Marshall gitáros.
1991-ben jelent meg a The Human Factor albumuk, mely után Kurt Vanderhoof szólókarrierbe kezdett a Metal Church mellett.
Első korszakuk utolsó lemeze 1994-ben jelent meg Hanging in the Balance címmel.
A megjelenést követően a zenekar feloszlott, Vanderhoof pedig kiadta debütáló lemezét 1997-ben.

### 1998-2009
1998-ban a zenekar újjáalakult az alapító tagokkal, majd megjelentettek egy koncertlemezt Live címmel. A lemezen 80-as években rögzített dalok hallhatóak. A zenekar elhatározta, hogy új lemeznek is nekiáll. Craig Wells családi okokra hivatkozva kilépett, helyére John Marshall állt.

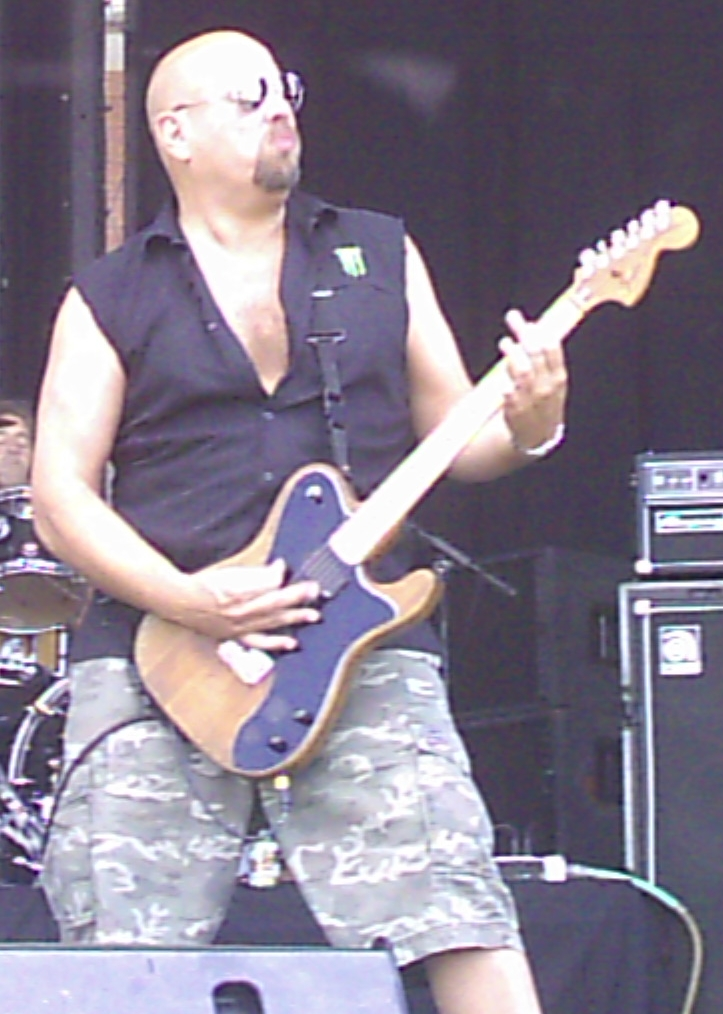
Kurt Vanderhoof gitáros 2006-ban.

1999-ben jelent meg a Masterpeace, mely öt év után az első nagylemez volt tőlük. Az anyag sok régi rajongónak okozott csalódást, miután a régi lemezeikkel való összehasonlításra került sor. A csalódott Wayne ezért ki is lépett és Wayne néven kiadott egy Metal Church című albumot, mellyel magára haragította korábbi társait, különösen Vanderhoofot.
Az új lemezre 2004-ig kellett várni, mely The Weight of the World címmel jelent meg. Az anyagon már új zenészek mutatkoztak be Vanderhoof és Kirk mellett: Ronny Munroe, Jay Reynolds és Steve Unger.
2005. május 9-én David Wayne egy autóbaleset következtében elhunyt. 2006-ban Kirk Arrington cukorbetegsége miatt kiszállt, helyére Jeff Plate (Savatage, Chris Caffery, Trans-Siberian Orchestra) került. 
A Light in the Dark címmel jelent meg a következő lemez, melyre újra felvették a Watch the Children Payt David emlékére. 
2008-ban jelent meg az utolsó album a This Present Wasteland, mely 3 elődjéhez hasonlóan gyenge kritikákban részesült. A turné során Jay Reynolds kilépett, helyére Rick Van Zandt került.
2008 októberében hat hónapos pihenőre kényszerültek Vanderhoof hátproblémái miatt.
2009 július 7-én bejelentették feloszlásukat, az utolsó koncert július 9-én volt a Rocklahoma fesztiválon.

### Második újraalakulás: 2012-
2012 Októberében a zenekar bejelentette újbóli összeállását Vanderhooffal, Munroe-val, Ungerrel, Plate-tel, és Reynoldsszal, akit azonban hamar leváltott Van Zandt. Januárban kezdtek koncertezni, először a 70,000 Tons of Metal eseményen, ahol a debütáló Metal Church nevű albumukat játszották.
Új albumukat, a "Generation Nothing"et 2013 Októberében adták ki.

## Nagylemezek
- Metal Church (1984)
- The Dark (1986)
- Blessing in Disguise (1989)
- The Human Factor (1991)
- Hanging in the Balance (1994)
- Masterpeace (1999)
- The Weight of the World (2004)
- A Light in the Dark (2006)
- This Present Wasteland (2008)
- Generation Nothing (2013)
- XI (2016)
- Damned If You Do (2018)

### Koncertlemez
- Live (1998)

### Demók
- Four Hymns (1982)
- Hitman (1982)
- Red Skies (1981)